# Waldemar I Wielki

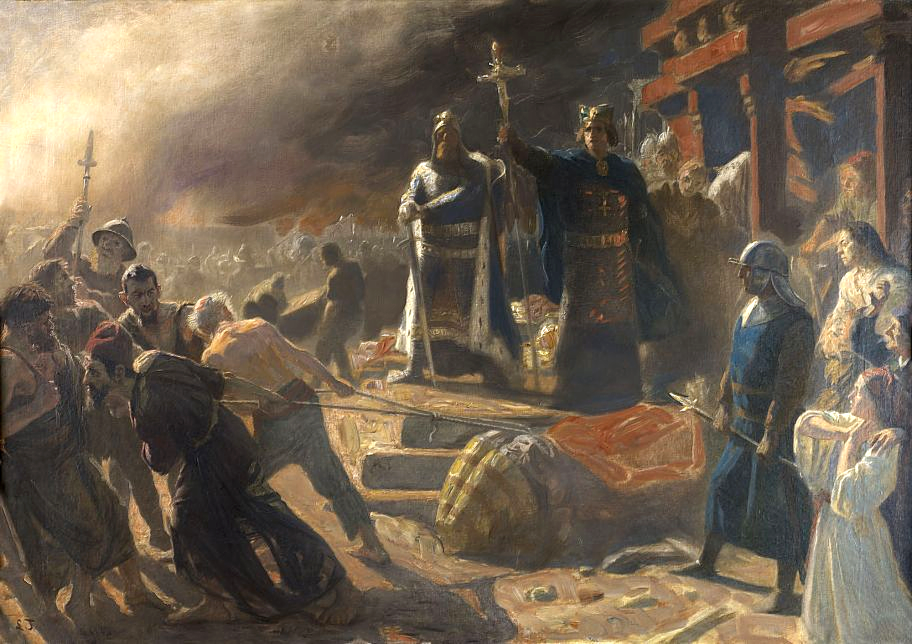
Biskup Absalon obala posąg Świętowita w Arkonie

Waldemar I Wielki (ur. 14 stycznia 1131, zm. 12 maja 1182) – król Danii w latach 1146–1157 wspólnie ze Swenem III Grade i Kanutem V, następnie samodzielnie 1158–1182.
Syn (pogrobowiec) księcia Kanuta Lavarda i księżniczki ruskiej Ingeborgi, córki wielkiego księcia Mścisława I Haralda. Urodził się 8 dni po zamordowaniu ojca.
Został wychowany w Fjenneslev na dworze pobożnego, bogatego i oświeconego duńskiego rodu Rigów z klanu Hvide pod okiem Assera Riga, razem z dwoma jego synami: Absalonem, który stał się jego przyjacielem i późniejszym ministrem oraz Esbjornem.
Po abdykacji króla Eryka III (1146) w Danii wybuchła wojna domowa o prawo do tronu, która trwała 10 lat. Pretendentami do schedy byli Swen III Grade syn Eryka II Pamiętnego, Kanut V syn Magnusa Silnego, wnuk króla Nielsa oraz 16-letni Waldemar władający wówczas co najmniej południową częścią Jutlandii – księstwem Szlezwiku. Swen ogłosił się królem Zelandii i Skanii, natomiast Kanut – Jutlandii. W wyniku działań wojennych Kanut został zepchnięty do Niemiec, gdzie udało mu się utworzyć armię. W 1152 niemiecki król (później cesarz) Fryderyk Barbarossa poparł dążenia Kanuta do zapanowania nad całym terytorium Danii. W 1154 walki rozpoczęły się ponownie. Tym razem Kanut sprzymierzył się z Waldemarem, który dotychczas wspierał Swena. W rezultacie Swen musiał opuścić Danię. Powrócił w 1157. Sytuacja ustabilizowała się po podziale Danii na trzy części:
1. Jutlandia – Waldemar
2. Zelandia – Kanut
3. Skania – Swen

Aby uczcić zakończenie wieloletnich walk, Swen zaprosił współrządzących (Kanuta, Waldemara i Absalona) na spotkanie pojednawcze w Roskilde (9 sierpnia 1157). Podczas spotkania ludziom Swena udało się zamordować Kanuta, natomiast ranny Waldemar i Absalon zdołali zbiec. 23 października tego samego roku Waldemar i ścigający go Swen spotkali się ponownie i odbyli krótką, ale brutalną bitwę pod Grathe Hede. Swen został wzięty do niewoli i stracony ciosem topora.
Waldemar został królem całej Danii w 1158. W tym samym roku jego przyjaciel Absalon został podniesiony do rangi biskupa Roskilde a Waldemar mianował go ministrem i swoim naczelnym doradcą. Waldemar zajął się reorganizacją i odbudową państwa po zniszczeniach wojny domowej i za namową Absalona wypowiedział wojnę pogańskim plemionom słowiańskim zamieszkującym tereny Pomorza oraz Rugię, zajmujących się m.in. piractwem na wodach Bałtyku, którzy dali się tak we znaki Duńczykom, że w momencie objęcia władzy przez Waldemara niemal 1/3 kraju była wyludniona. Pierwsza wyprawa pod osobistym dowództwem Absalona wyruszyła w 1160, a przypieczętowaniem krucjaty było podbicie Rugii i zrujnowanie rańskiej Arkony w 1168 (gród w Gardźcu poddał się bez walki kilka dni później). Ludność wyspy została ochrzczona, dotychczasowy wódz Ranów Tesław złożył hołd królowi duńskiemu i dał początek dynastii książąt rugijskich wasalnych wobec Danii do 1325, a cała wyspa została włączona do diecezji Roskilde bullą papieża Aleksandra III w 1169. Przejęcie największej w rejonie siedziby piratów znacznie poprawiło sytuację w królestwie, zwłaszcza że w 1170 Waldemar i Absalon rozbili kolejny ich ośrodek – leżący nieco dalej na wschód Dievenow (Dziwnów?) na Wolinie. Stworzyli oni podstawy do militarnej dominacji Danii w tym rejonie Europy przez kolejne trzy pokolenia.
Zaangażował się również w proces kanonizacyjny swego ojca Kanuta, dzięki jego staraniom uznanego za męczennika za sprawiedliwość i kanonizowanego w 1169 przez papieża Aleksandra III. Relikwie św. Kanuta zostały ceremonialnie złożone w sanktuarium w Ringsted 25 czerwca 1170. Uroczystość ta połączona była z pierwszą duńską koronacją, siedmioletniego wówczas syna Waldemara, Kanuta VI. Waldemar zmarł 12 lat później a Kanut VI objął po nim tron.
Waldemar ożenił się z Zofią, córką Włodzimierza, księcia nowogrodzkiego (pojawiła się też mniejszościowa hipoteza, że była córką księcia mińskiego Wołodara Hlebowicza). Z tego małżeństwa pochodzą dzieci:
- król Danii Kanut VI (1163–1202)
- król Danii Waldemar II Zwycięski (1170–1241)
- Ryksa/Richeza (zm. 1220), żona Eryka X Knutssona, króla Szwecji
- Helena (zm. 1233), żona Wilhelma, księcia Lüneburga
- Ingeborga (zm. 1236), żona Filipa II Augusta, króla Francji